# WheeLog!
WheeLog!（ウィーログ）とは、一般社団法人WheeLogが運営しているバリアフリーマップのスマートフォンアプリである。2020年7月4日にはweb版がリリースされた。

## 経緯
WheeLog!発案者の織田友理子氏が2015年の「Googleインパクトチャレンジ」で「みんなでつくるバリアフリーマップ」のアイデアを発表。グランプリを受賞しプロジェクトが始まる。 2017年5月にサービスを提供開始。2018年にWheeLog!事業をNPO法人PADMから一般社団法人WheeLogへ移転。国土交通省の「プローブ情報を活用した“通れたマップ”実証実験」の事業主体に採択され、現在、WheeLog!を用いた「街歩きイベント」や「教育プログラム」などの活動を行っている。総務省主催 ICT地域活性化大賞2019 優秀賞や国連後援のWorld Summit Awards（WSA）Global Championsなどを受賞している。
| 運営状況       | 運営状況                    |
| -------------- | --------------------------- |
| 運営団体       | 一般社団法人WheeLog         |
| 代表理事       | 織田 友理子 (Yuriko Oda)    |
| 最高技術責任者 | 伊藤 史人 (Fumihito Ito)    |
| 最高知識責任者 | 吉藤 オリィ (Ory Yoshifuji) |

| ユーザー登録数 | 378207人 | スポット数（62,314か所） 走行ログ総距離（14,986km) つぶやき数（42,697件） |
| -------------- | -------- | ------------------------------------------------------------------------- |
| 自走車いす     | 4719人   | スポット数（62,314か所） 走行ログ総距離（14,986km) つぶやき数（42,697件） |
| 電動車いす     | 3082人   | スポット数（62,314か所） 走行ログ総距離（14,986km) つぶやき数（42,697件） |
| 介助車いす     | 2256人   | スポット数（62,314か所） 走行ログ総距離（14,986km) つぶやき数（42,697件） |
| ストレッチャー | 108人    | スポット数（62,314か所） 走行ログ総距離（14,986km) つぶやき数（42,697件） |

## WheeLog!の目指すもの[8]

### ミッション
「車いすでもあきらめない世界」
WheeLog!は車いすでもあきらめない世界を目指し、アプリ開発やイベント活動など車いすユーザーのQOL（生活の質）向上のために活動している。

### ビジョン
①情報で車いす生活を豊かにします。
WheeLog!は車いすユーザーの情報インフラになり、車いすユーザーの世界を広げます。
②健常者と障がい者の心の壁をなくします。
WheeLog!は健常者と障がい者が交流を深めることで、心の壁をなくし、お互いがそれぞれの特性を生かして協働できる世界をつくります。
③日本を世界一のバリアフリー先進国にします。
WheeLog!は日本を世界一のバリアフリー先進国にし、世界のバリアフリーの発展に貢献します。

## アプリの機能[9]

### 走行ログ
車いすで通った道のりを地図上に描くことができる。

### スポット
施設や設備のバリアフリー情報を地図上に自由に投稿できる。

### リクエスト
知りたいスポットの情報をリクエストできる。

### つぶやき
その時の気持ちをつぶやいたり、ユーザー同士で情報交換したりできる。

### コメント
みんなが投稿した走行ログやスポット投稿にコメントすることができる。

### タイムライン
スポット投稿や走行ログ、つぶやきなど、WheeLog!に投稿された最新の情報を見ることができる。

## 活動紹介

### 街歩きイベント[10]
参加者全員が車いす体験をし、アプリを使って街のバリアフリー調査をするWheeLog!イベントである。実際に車いすを体験することでバリアフリーに対する気づきや学びを得られる。
| 開催日         | 開催場所                                                   | 主催団体                                   |
| -------------- | ---------------------------------------------------------- | ------------------------------------------ |
| 2017年6月13日  | 沖縄県沖縄市                                               | WheeLog事務局                              |
| 2017年7月23日  | 東京都台東区浅草                                           | WheeLog事務局                              |
| 2017年10月14日 | 神奈川県鎌倉市、岐阜県岐阜市、島根県松江市、長崎県佐世保市 | WheeLog事務局                              |
| 2018年1月14日  | 東京都吉祥寺                                               | WheeLog事務局                              |
| 2018年4月21日  | 神奈川県小田原市                                           | 神奈川県西地区リハビリテーション連絡協議会 |
| 2018年4月22日  | 秋田県角館市                                               | NAOのたまご                                |
| 2018年4月29日  | 大阪府梅田                                                 | WheeLog事務局                              |
| 2018年5月8日   | 東京都日比谷                                               | WheeLog事務局                              |
| 2018年11月11日 | 東京都渋谷                                                 | 文部科学省                                 |
| 2018年11月17日 | 神奈川県海老名市                                           | 神奈川県西地区リハビリテーション連絡協議会 |
| 2018年11月17日 | 東京都町田市                                               | 町田ハンディキャブ友の会                   |
| 2018年12月1日  | 東京都豊島区池袋                                           | 国土交通省                                 |
| 2019年3月2日   | 東京都府中市                                               | 府中リハビリテーション協議会               |
| 2019年4月6日   | 神奈川県横浜市                                             | 一般社団法人WheeLog                        |
| 2019年5月26日  | 徳島県                                                     | 一般社団法人徳島県作業療法士会             |
| 2019年6月30日  | 神奈川県小田原市                                           | 神奈川県西地区リハビリテーション連盟協議会 |
| 2019年7月14日  | 京都府                                                     | 一般社団法人wheelog                        |
| 2019年8月24日  | 東京都文京区御茶ノ水                                       | 一般社団法人wheelog                        |
| 2020年2月1日   | 神奈川県横浜市                                             |                                            |

### 教育プログラム[11]
街歩きイベントを教育機関向けにアレンジした障がい体験プログラムである。アプリを使って楽しみながらバリアフリーへの理解が深められる。バリアフリー情報を共有することで自分たちが暮らす地域の問題点について考え、当事者意識を生徒に醸成することができる。
| 開催日            | 実施校                                             |
| ----------------- | -------------------------------------------------- |
| 2018年7月3日      | 群馬県立伊勢崎興陽高等学校                         |
| 2018年12月10日    | 群馬県立伊勢崎興陽高等学校・沖縄県立真和志高等学校 |
| 2018年12月7, 13日 | 帝京平成大学                                       |
| 2019年1月23日     | 静岡県立天竜高等学校                               |
| 2019年5月13日     | 埼玉県本庄市高校生ボランティア                     |
| 2019年5月24日     | 群馬県立伊勢崎興陽高等学校・長野県上田千曲高等学校 |

## 受賞歴
2016年 若者力大賞 ユースリーダー賞
2017年 日本建築学会 技術部門設計競技 優秀賞
2017年 第16回情報科学技術フォーラム FIT奨励賞
2018年 東京都オープンデータコンテスト入賞＆特別賞
2018年 Zero Project Award 2018（ウィーン）
2018年 2018 World Summit Award Winner（SMART SETTLEMENTS & URBANIZATION部門）
（2019年に同部門でWSA Global Championsを受賞）
2019年 総務省主催 ICT地域活性化大賞2019 優秀賞
2019年 2019 Google Play Awards（Best Accessibility Experience部門）ノミネート